# Квинт Кассий Лонгин (народный трибун)
Квинт Ка́ссий Лонги́н (лат. Quintus Cassius Longinus; родился, по одной из версий, около 83 года до н. э. — умер зимой 47 года до н. э.) — римский военачальник и политический деятель из плебейского рода Кассиев, народный трибун 49 года до н. э., наместник (пропретор) Дальней Испании в 49—47 годах до н. э. Поддержал в гражданской войне Гая Юлия Цезаря. Его деятельность в провинции вызвала мятеж, из-за которого Лонгин был смещён.

## Происхождение
Квинт Кассий принадлежал к относительно незнатной плебейской семье, представители которой, нерегулярно носившие когномен «Лонгин» (Longinus), вошли в состав римского нобилитета во II веке до н. э. Генеалогия Кассиев известна плохо. Марк Туллий Цицерон в одном из своих писем называет Квинта братом (frater) Гая Кассия Лонгина (будущего убийцы Гая Юлия Цезаря), который, в свою очередь, мог быть сыном консула 73 года до н. э. Фридрих Мюнцер полагал, что Квинт и Гай были двоюродными братьями. В 1986 году был опубликован текст латинской надписи, найденной в Кордубе, из которого следует, что отец Квинта носил преномен «Гай»; это стало аргументом в пользу более близкого родства.

## Биография
Рождение Квинта Кассия канадский учёный-антиковед Г. Самнер относит к периоду около 83 года до н. э. Первое упоминание о нём в сохранившихся источниках относится к 57 году до н. э., когда Квинт занимал должность монетария. Предположительно, до 55 года до н. э. Лонгин стал членом жреческой коллегии авгуров (в первый раз его авгурат упоминается в связи с событиями 49 года до н. э.). В 52 году до н. э. Квинт стал квестором, и Гней Помпей Великий (в то время — единоличный консул) направил его в Дальнюю Испанию, причём без обычной для таких случаев жеребьёвки. Причины такого выбора Помпея неизвестны; возможно, он рассчитывал привлечь на свою сторону влиятельных сородичей Квинта. Автор сочинения «Александрийская война» сообщает, что в Дальней Испании Лонгин столкнулся со всеобщей ненавистью и однажды даже «был ранен из-за угла». Причины этой ненависти не называются, и некоторые исследователи сомневаются в достоверности этого рассказа.
Вернувшись в Рим в 51 году до н. э., Лонгин столкнулся с какими-то «неприятностями». В октябре Цицерон написал об этих неприятностях Гаю Кассию Лонгину, советуя последнему поскорее приехать в столицу из Сирии. В декабре тот же автор сообщает в письме к Аттику: «Мне хочется знать, почему Лукцей поступил так круто с Квинтом Кассием, что произошло». Предположительно, речь о привлечении Лонгина к суду из-за его злоупотреблений властью в провинции; до процесса дело так и не дошло.
В декабре 50 года до н. э. Квинт занял должность народного трибуна. В это время в Риме разгорался конфликт между Гаем Юлием Цезарем с одной стороны, и Помпеем и сенатской «партией» — с другой. Консулы 50, а потом и 49 года до н. э. требовали лишить Цезаря наместничества в Галлии и наделить Помпея чрезвычайными полномочиями; Лонгин в этом конфликте был на стороне Гая Юлия. 1 января 49 года до н. э. на заседании сената именно Квинт и его коллега Марк Антоний настояли, несмотря на сопротивление консулов, на оглашении письма Цезаря, в котором предлагались варианты компромисса (разоружение обеих сторон либо частичный роспуск галльской армии). Тем не менее, сенат решил потребовать от Цезаря скорейшего роспуска войск, а в случае неповиновения объявить его «врагом Отечества». Лонгин и Антоний наложили на это решение вето; тогда в их адрес зазвучали открытые угрозы. Согласно Аппиану, трибунов силой увели с заседания, и речь может идти о событиях 1 либо 7 января.
В любом случае, не позже 7 января Квинту и Марку пришлось уехать из Рима. 10 января они прибыли в Равенну, к Цезарю. Последний в своей речи перед XIII легионом обвинил помпеянцев в нарушении прав трибунов; солдаты «единодушным криком заявили, что они готовы защищать своего полководца и народных трибунов от обид». За этим последовали переход цезарианцев через Рубикон и начало гражданской войны. Лонгин возглавил отдельный отряд, с которым занял Анкону (правда, вскоре противник вытеснил его из этого города). 1 апреля, когда Гай Юлий вступил в Рим, именно Квинт и Марк Антоний как действующие магистраты собрали сенат на заседание.
Вскоре Лонгин отправился вместе с Цезарем в Испанию. После капитуляции врага при Илерде он стал наместником Дальней Испании с полномочиями пропретора и двумя легионами. Позже армия Квинта выросла до пяти легионов, и это может говорить о нестабильности в его провинции. Наместник разбил лузитанов, был провозглашён «Императором», получил от Цезаря приказ переправиться в Африку для войны с обосновавшимися там помпеянцами. Квинт активно вводил в Дальней Испании новые поборы, чтобы содержать растущую армию (а по данным некоторых источников — ещё и чтобы платить личные долги); его жадность и жестокость вызвали у провинциалов ненависть.
В 48 году до н. э. в базилике Кордубы на Лонгина напали заговорщики с кинжалами. Был убит один из ликторов, но самого наместника, получившего несколько ран, спасли телохранители. Люди, причастные к покушению, в большинстве своём были казнены. Тем не менее, вскоре часть войск Квинта («Туземный» легион и четыре когорты V легиона) подняла мятеж, возглавленный Титом Торием. Это выступление, направленное против Лонгина, но не против Цезаря, поддержал квестор Марк Клавдий Марцелл Эзернин. Две армии маневрировали у города Улия, когда прибыл наместник Ближней Испании Марк Эмилий Лепид со своим войском. Мятежники сдались ему, а потом и Квинту пришлось сложить оружие и отказаться от своих полномочий в пользу нового назначенца Цезаря, Гая Требония. Лонгин уехал в Малаку и там сел на корабль, чтобы морем отправиться в Италию. Он не захотел ехать сушей или ждать благоприятного для плаваний времени года. Из-за бури корабль затонул в устье реки Ибер, Квинт при этом погиб.